# Moisés González Navarro
Moisés González Navarro  (Guadalajara, Jalisco,  6 de marzo de 1926-México, 10 de febrero de 2015) fue un abogado, historiador, escritor, investigador y académico mexicano. Fue profesor-investigador emérito del Centro de Estudios Históricos de El Colegio de México.  Se especializó en la historia social de México de los siglos XIX y XX.

## Estudios
Hizo sus primeros estudios en los colegios Alcalde y López Cotilla, ingresó a la Universidad de Guadalajara para cursar la licenciatura en Derecho,  la cual concluyó en la Universidad Nacional Autónoma de México en 1949. Estudió una maestría en Ciencias Sociales en el Colegio de México. Viajó a París para ingresar a la École Pratique des Hautes Études, donde cursó estudios de posgrado de 1957 a 1959.
Se desempeñó como  juez de primera instancia en las localidades de Cocula y Sayula en el estado de Jalisco durante 1950. Fue historiador del Museo Nacional de Historia de 1948 a 1954 y subdirector del Departamento de Bibliotecas de la Secretaría de Hacienda y Crédito Público de 1955 a 1969.

## Docencia y académico
Impartió clases en la Universidad de Guadalajara, en la Universidad Iberoamericana, en la Universidad Nacional Autónoma de México, en El Colegio del Bajío, en el Instituto de Investigaciones Dr. José María Luis Mora y en El Colegio de México. Fue profesor visitante en el Centre d’Études des Relations Internationales de la Fondation National des Sciences Politiques en París,  en el Institute of Latin American Studies de la University College de Londres, en el Departamento de Historia de la Universidad de Toronto, en el Institute of Latin American Studies de La Trobe Univesity en Melbourne y en la Universidad Autónoma Metropolitana de Iztapalapa.  Impartió más de cincuenta cursos y conferencias en diferentes universidades de la República mexicana, asimismo, fue ponente en más de cincuenta congresos.
Fue presidente de la Sociedad Mexicana de Historia de 1950 a 1951, presidente de la Junta Mexicana de Investigaciones Históricas en 1952 y presidente del Comité Mexicano de Ciencias Históricas de 1971 a 1975. Ingresó como miembro de número a la Academia Mexicana de la Historia en 1982, en donde ocupó el sillón 9. Fue miembro de la Academia de Historia de Occidente. Es investigador nivel III del Sistema Nacional de Investigadores desde 1984 y fue nombrado investigador emérito en 1999. Distinguido como profesor-investigador emérito de El Colegio de México el 28 de noviembre de 1991.

## Premios y distinciones
- Insignia José María Vigil, por el Gobierno del Estado de Jaliso en 1959.
- Premio Fray Bernardino de Sahagún por la Secretaría de Educación Pública en 1972.
- Premio Nacional de Ciencias y Artes en el área de Historia, Ciencias Sociales y Filosofía por el Gobierno Federal de México en 1993.
- Premio Jalisco, en 1994.
- Premio Arnaldo Orfila Reynal a la Edición Universitaria de El Colegio de México por la obra Los extranjeros en México y los mexicanos en el extranjero en 1994.

## Obras publicadas
Su obra reúne conocimientos jurídicos, sociológicos e históricos. Ha publicado veintiséis libros de forma individual, así como treinta y dos en coautoría, además de diversos artículos de investigación, prólogos, introducciones y capítulos entre los que destacan:
- Vallarta y su ambiente político-jurídico (1949).
- El pensamiento político de Lucas Alamán (1952).
- Repartimiento de indios en Nueva Galicia (1953).
- Vallarta en la Reforma (1956).
- "Mexico – The lop-sided Revolution" en Obstacles to change in Latin American (1965).
- "The Ideology of the Mexican Revolution" en Is the Mexican Revolution Dead? (1966).
- Raza y tierra: la Guerra de Castas y el henequén (1970).
- "Mestizaje in Mexico during the National Period" en Race and Class (1970).
- El Porfiriato: la vida social (1973).
- "La era de Santa Anna", "La Reforma y el Imperio" y "La era moderna" en Historia documental de México (1974).
- Anatomía del poder en México 1848-1853 (1977).
- El Dr. Mora y la formación de la conciencia burguesa en México (1984).
- "Separación de la Iglesia y el Estado y desamortización de bienes de manos muertas" en La formación del Estado mexicano (1984).
- La pobreza en México (1985).
- "Yucatán 1848-1902: la guerra de castas", "La provincia mexicana en el siglo XIX" y "Apoteosis del Porfiriato" en 1848-1911 Documentos gráficos para la historia de México (1985).
- Los extranjeros en México y los mexicanos en el extranjero, 1821-1970 (1993).
- Sociedad y cultura en el Porfiriato (1994).
- Masones y cristeros en Jalisco (2000).